# Josef Benoni (1870)
Josef Franz Benoni (23. srpna 1870, Lanškroun – 10. února 1957, Burkhards/Vogelsberg, SRN) byl představitel kulturního života českých Němců na území Československa před rokem 1939. Veřejně působil jako dramatik, spisovatel a impresionistický malíř. Byl také členem komunální správy města Lanškrouna.

## Původ a vzdělání
Josef F. Benoni pocházel z rodiny, jejíž původ je matrikově doložen až do konce 17. století, kdy do Čech ze severní Itálie přišel nejstarší známý představitel rodu Benoni a usadil se v Chrudimi. V pozdějších generacích se rod Benoni rozdělil na několik větví. Zatímco chrudimská větev se vlivem prostředí orientovala na české jazykové prostředí, lanškrounská větev se v převážně německy hovořícím Hřebečsku zcela přirozeně orientovala na německé jazykové prostředí.

## Veřejná činnost
Josef F. Benoni se řadu let věnoval zasilatelskému obchodu s textilem. Důsledkem první světové války však pro své zboží ztratil odbytiště. Po rozpadu Rakousko-Uherska a vzniku nových celních zón už na své předválečné obchodní úspěchy nenavázal. Tím více se však v nových politických podmínkách věnoval komunální politice (byl členem lanškrounského obecního zastupitelstva) a psaní do regionálního tisku. Ve volném čase vytvořil také řadu zdařilých impresionistických obrazů.
Kromě několika divadelních dramat je především autorem souboru unikátních rodinných vzpomínek Alt-Landskroner Geschichten z roku 1923 (česky Příběhy ze starého Lanškrounska, 2014), ve kterých zaznamenává zajímavé osobnosti Lanškrounska let 1795–1908. Jeho lanškrounské příběhy dodnes představují zajímavý narativní pramen a řadí se k nemnoha publikacím, díky nimž lze nahlédnout do všedního života českých Němců před nárůstem nacionalismu v pohraničí československé republiky. Z tohoto hlediska jsou Benoniho příběhy cenné i tím, že žádné protičeské nebo výrazně proněmecké nálady neobsahují, neboť zůstávají ryze v rovině „obyčejných“ lidských každodenních příběhů.

## Osobní život
Na rozdíl od svých chrudimských příbuzných byli všichni příslušníci lanškrounských rodin Benoni jako občané německé národnosti odsunuti z Československa. Josef F. Benoni zemřel roku 1957 ve Spolkové republice Německo na následky sportovního úrazu.
Lanškrounský Josef Benoni je někdy v literatuře a v knihovnických databázích mylně zaměňován se svým jmenovcem, Josefem Benonim z Chrudimi, který byl jeho vzdáleným příbuzným.

## Dílo (výběr)

### Vlastivědné práce a rodová historie
- Alt-Landskroner Geschichten. Landskron : Josef Czerny, 1923.
- Die Oppolzeriade und andere ausgewählte Geschichten. Landskron : R. Piffl’s Söhne, 1927.
- Příběhy ze starého Lanškrounska. Lanškrounský »hejtman z Kopníku« a jiné vzpomínky na 19. století. (První české vydání Alt-Landskroner Geschichten). Praha : NZB, 2014.[9]

### Divadelní hry a romány
- Haus Schärmer. Román na pokračování, pod pseudonymem Benno Reichstätt. Reichenberger deutschen Volkszeitung, 1918.
- Drahomira die Herzogin von Prag. Ein dramatisches Gedicht in 6 Akten. Landskron in Böhmen : R. Piffl’s Söhne, 1927.
- Meier Helmbrecht. Ein deutsches historisches Bauerndrama in 5 Akten. Landskron : Josef Czerny, 1930.
- Die Mönche von Hradisch. Ein romantisches, zeitgeschichtliches Trauerspiel in 5 Akten. Landskron : B. R. Piffl, 1935.